# Domingo Pérez de Granada
Domingo Pérez de Granada é um município da Espanha na província de Granada, de área 18,37 km² com população de 890 habitantes (2019) e densidade populacional de 18,37 hab/km².
Domingo Pérez se separou do município de Iznalloz em 17 de março de 2015. Como outro município chamado Domingo Pérez já existia, ele teve que mudar seu nome para Domingo Pérez de Granada no mesmo dia de sua independência.

## Demografia
| Variação demográfica do município entre 2001 e 2019 | Variação demográfica do município entre 2001 e 2019 | Variação demográfica do município entre 2001 e 2019 |
| --------------------------------------------------- | --------------------------------------------------- | --------------------------------------------------- |
| 2001                                                | 2011                                                | 2019                                                |
| 1048                                                | 947                                                 | 890                                                 |